# Fritz Hoyois
Fritz Hoyois (Bergen, 26 maart 1909 – 1993) was een Belgisch dirigent en dominee.
Hij studeerde theologie en muziek in Montpellier, Parijs, Edinburg en Straatsburg, maar verdiepte zich ook in de kamermuziek. Hij studeerde onder andere harmonieleer en contrapunt bij Raymond Moulaert en directie en orkestratie bij André Souris en Fritz Münch. Vervolgens ging hij eenmaal terug in België aan de slag als muziekcriticus, muziekcommentator, jurylid bij muziekwedstrijden, muziekkampen voor de jeugd. Het belangrijkst bleef echter zijn dirigentschap. Hij stichtte zelf het Protestants koor van Brussel (Chorale (royale) protestante de Bruxelles; koninklijk vanaf 1992), waarmee hij vanaf 1942 tot 1985 in binnen- en buitenland optrad. Hij schuwde daarbij het moderne repertoire niet. Hij specialiseerde zich zelf daarin verder met een vocale groep van twaalf beroepszangers, die allerlei koorwerken uitvoerde, onder de naam Vocale groep Fritz Hoyois, later Vocaal Ensemble van Brussel genaamd. Hij leidde van genoemde koren ook in een aantal plaatopnamen.
Omdat hij met die groep regelmatig werken van hedendaagse Belgische componisten zong, ontving hij de Fugatrofee van de Unie van Belgische Componisten. Ook de Belgische Muziekpers gaf hem een prijs (een medaille).
- Bibliothèque nationale de France: cb13828341q (data)
- Library of Congress Control Number: nr89002684
- MusicBrainz: 5a806550-dc30-48c2-8ce8-1a671dc017b5
- Nationale Bibliotheek van Tsjechië: mzk2009512235
- Nationale Bibliotheek van Israël: 987007339944705171
- Virtual International Authority File: 71235340
- WorldCat: E39PBJxxhhHWjJct9DC3pF9JjC